# Kenneth Steiner
Kenneth Donald Steiner (ur. 25 listopada 1936 w David City w stanie Nebraska) – amerykański duchowny katolicki, biskup pomocniczy archidiecezji Portland w latach 1977-2011.
Święcenia kapłańskie otrzymał w dniu 19 maja 1962 roku z rąk abpa Edwarda Howarda i inkardynowany został do archidiecezji Portland. Pracował m.in. jako proboszcz w Corvallis (1966-2000) i North Plains (2002-2011).
25 listopada 1977 mianowany biskupem pomocniczym Portland ze stolicą tytularną Avensa. Sakry udzielił mu abp Cornelius Power. Dwukrotnie, w latach 1995–1996 i w roku 1997, był administratorem apostolskim archidiecezji w okresie sede vacante. Na emeryturę przeszedł 25 listopada 2011 roku.